# Robe Guta
Robe Tola Guta (12 oktober 1986) is een voormalige Ethiopische marathonloopster. Ze was bekend door haar overwinning in de marathon van Hamburg in 2006.

## Loopbaan
Guta behaalde een tweede plaats tijdens haar marathondebuut in 2005 in Enschede. Hetzelfde jaar behaalde ze een derde plaats bij de marathon van Frankfurt in 2:29.30.
In de marathon van Hamburg in het voorjaar van 2006 evenaarde ze het zeven jaar oude parcoursrecord van Katrin Dörre-Heinig van 2:24.35. In de marathon van Frankfurt dat jaar kon ze niet met de kopgroep meekomen en werd zevende in 2:39.18.
In 2007 won Robe Guta de 20 van Alphen in 1:07.45. In datzelfde jaar werd ze zesde op de Boston Marathon in een tijd van 2:36.29.

## Persoonlijke records
| Onderdeel      | Prestatie | Datum         | Plaats     |
| -------------- | --------- | ------------- | ---------- |
| 20 km          | 1:07.30   | 23 april 2006 | Hamburg    |
| halve marathon | 1:11.40   | 29 april 2012 | Düsseldorf |
| 30 km          | 1:42.02   | 23 april 2006 | Hamburg    |
| marathon       | 2:24.35   | 23 april 2006 | Hamburg    |

## Palmares

### 10 Eng. mijl
- 2006: 14e Dam tot Damloop - 1:00.21

### 20 km
- 2007:  20 van Alphen  1:07.45

### halve marathon
- 2006:  Venloop - 1:12.53

### marathon
- 2005:  marathon van Enschede - 2:37.21
- 2005:  marathon van Frankfurt - 2:29.30
- 2006:  marathon van Hamburg - 2:24.36
- 2006: 7e marathon van Frankfurt - 2:39.17
- 2007: 6e Boston marathon - 2:36.29
- 2007: 56e WK - 3:26.45
- 2008: 8e marathon van Dubai - 2:33.44
- 2008: 8e Boston marathon - 2:34.37
- 2008:  marathon van Keulen - 2:29.39
- 2008:  marathon van Addis Ababa - 2:44.46
- 2009:  marathon van Seoel - 2:25.37
- 2009: 5e marathon van Yokohama - 2:31.49
- 2010:  marathon van Tokio - 2:36.29
- 2010:  marathon van Amsterdam - 2:27.44
- 2011:  marathon van Seoel - 2:26.51
- 2011: 6e marathon van Yokohama - 2:32.26
- 2012: 5e/6e marathon van Hamburg - 2:29.22
- 2012: 4e marathon van Keulen - 2:31.09